# 八事霊園

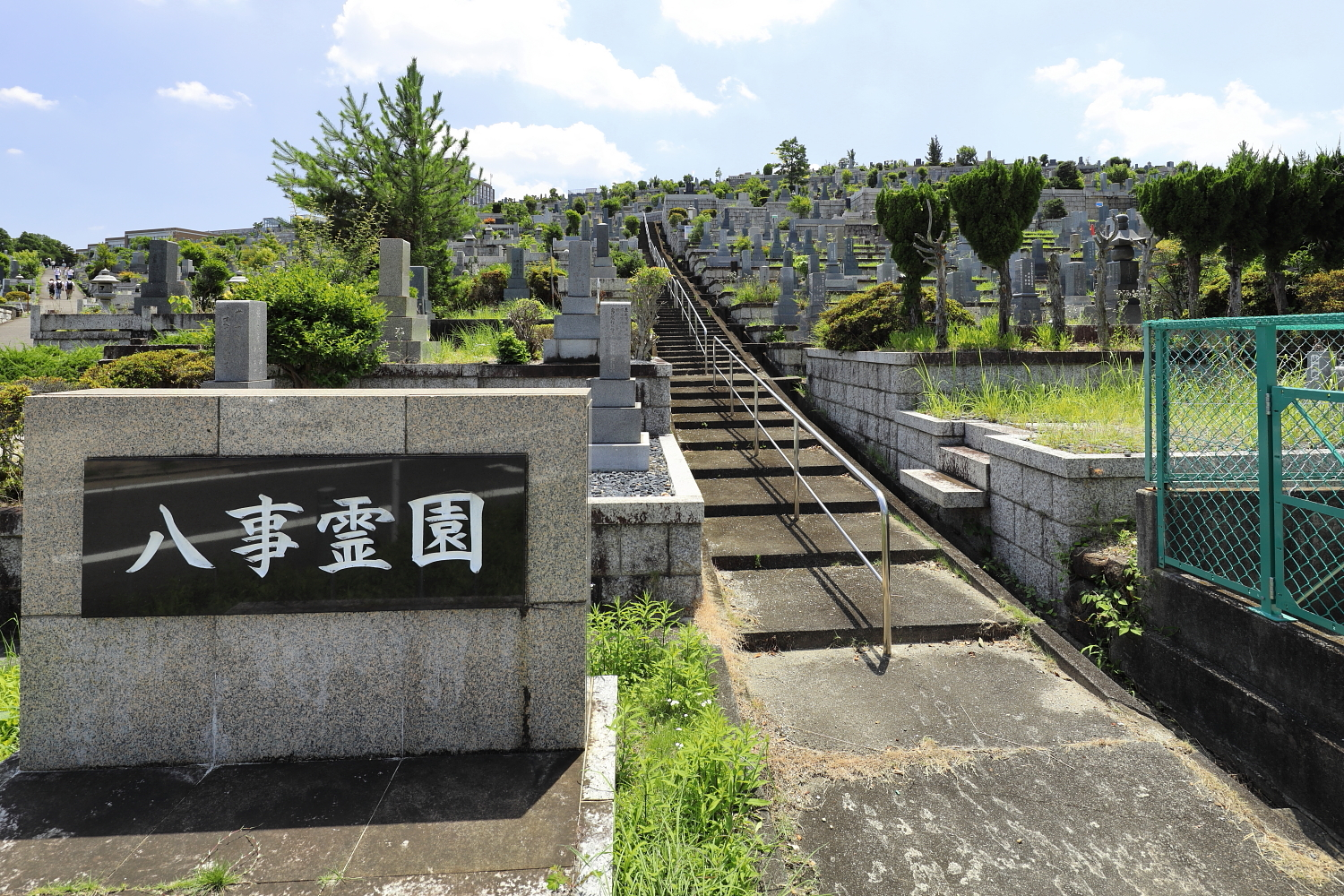
八事霊園
（2021年（令和3年）7月）

八事霊園（やごとれいえん、Yagoto Cemetery Park）は、愛知県名古屋市天白区（一部昭和区に跨る）にある墓地である。本記事では、霊園内にある八事斎場についてもあわせて述べる。

## 概要
八事霊園は大正時代から昭和30年代にかけて八事山と呼ばれる丘陵地に名古屋市が整備した霊園で、約5万の墓碑がある。
開園した1915年（大正4年）から1930年（昭和5年）頃までは尾張電気軌道（名古屋市電の前身の一つ）が既存の路線を延ばす形で乗り入れて電車版の霊柩車が走っていた。現在ではお盆などの時期に交通規制が行われるため、市は公共交通機関の利用を呼びかけている。
霊園の西側には納骨堂があり、遺骨保管施設として利用されている。

### 墓碑がある歴史上の有名人
- 上遠野富之助
- 岡本桜
- 矢田績
- 小酒井不木[2]

墓石に並び、1961年（昭和36年）に不木の妻により建立された「不木碑」があった。この不木碑の銘は、江戸川乱歩によるものだった。この碑については遺族の意思により、出身地の蟹江町歴史民俗資料館前に移設されている。

## ギャラリー

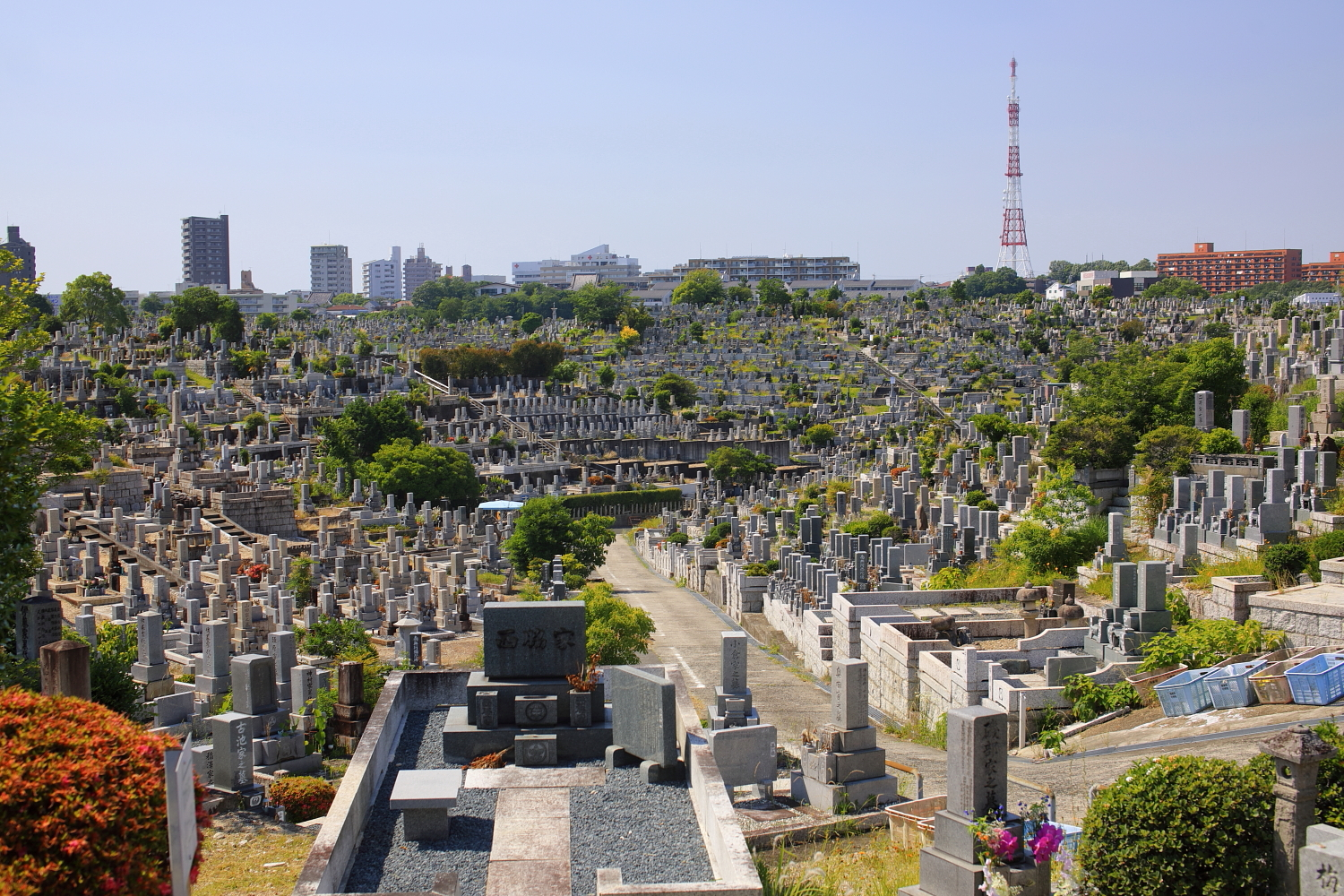
外観 （2021年（令和3年）6月）
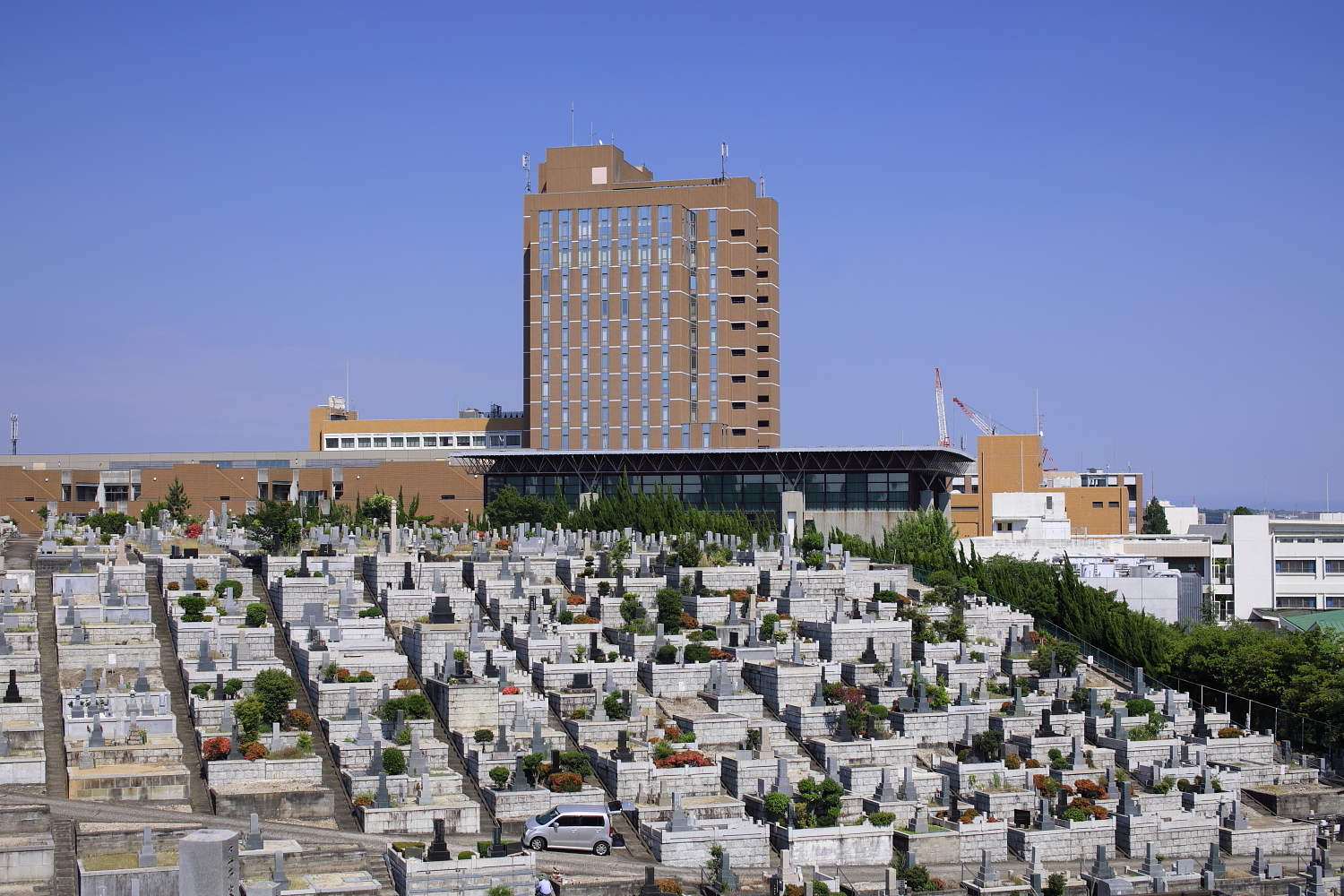
外観 （2021年（令和3年）6月）
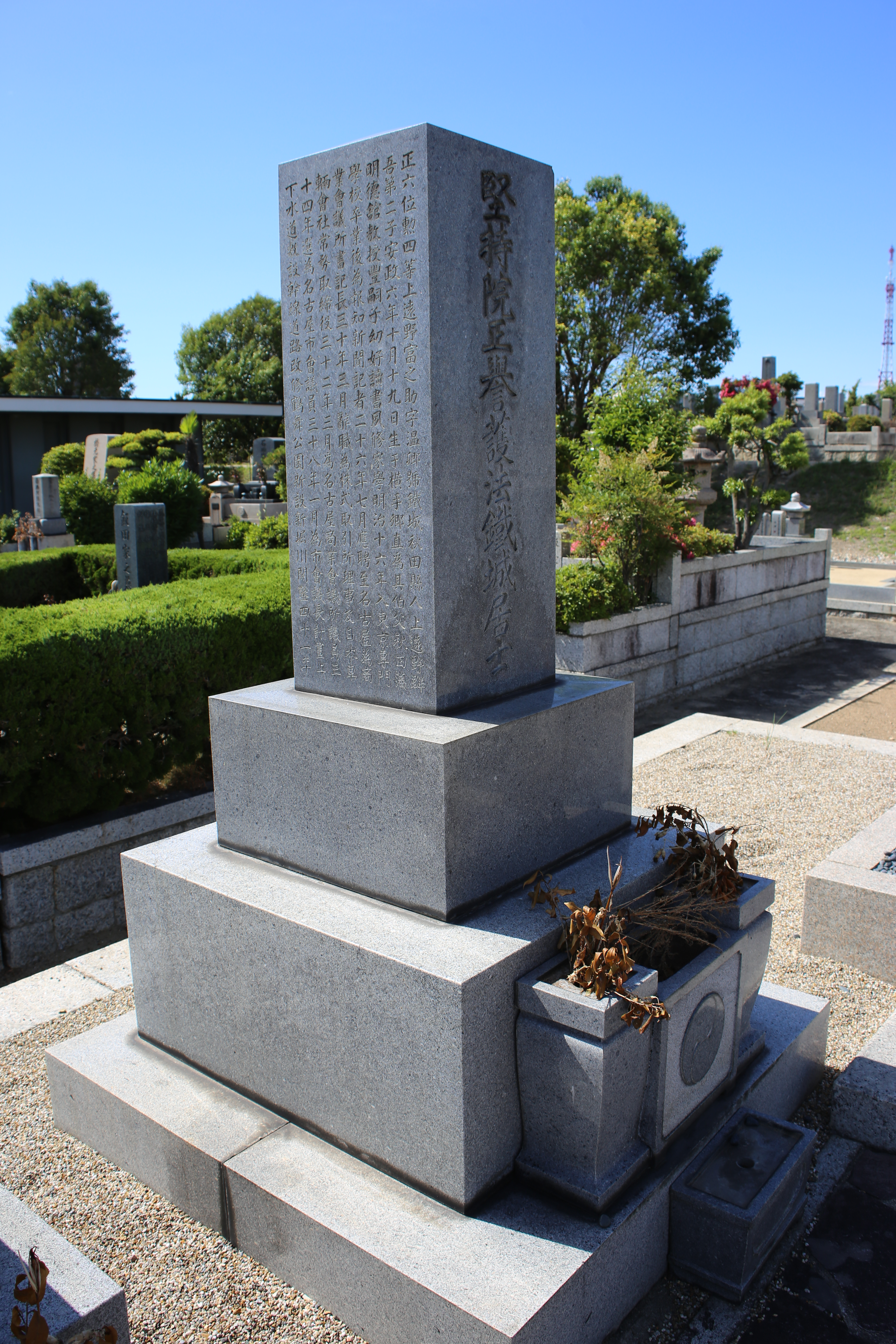
上遠野富之助墓 （2017年（平成29年）6月）
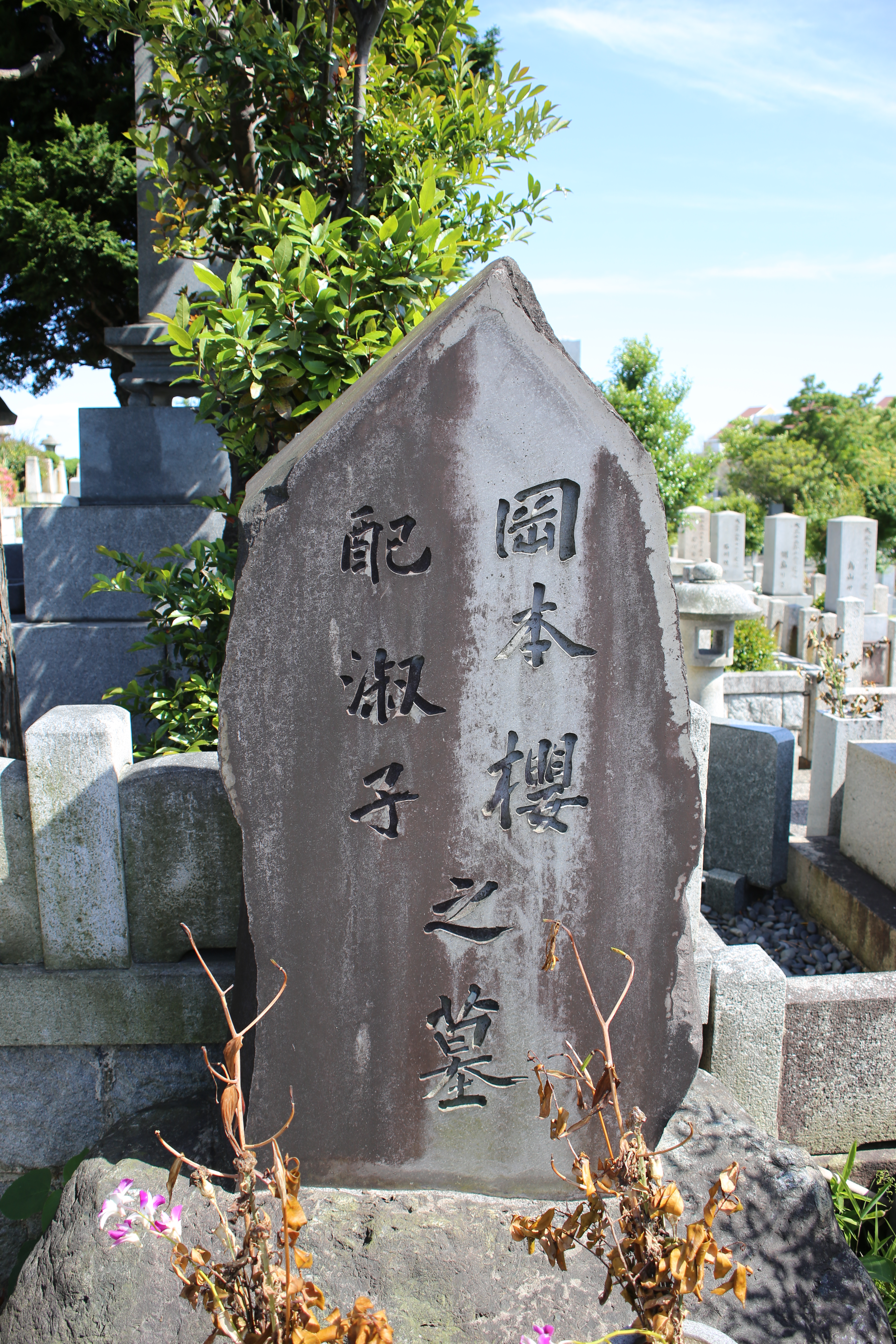
岡本桜墓 （2017年（平成29年）6月）
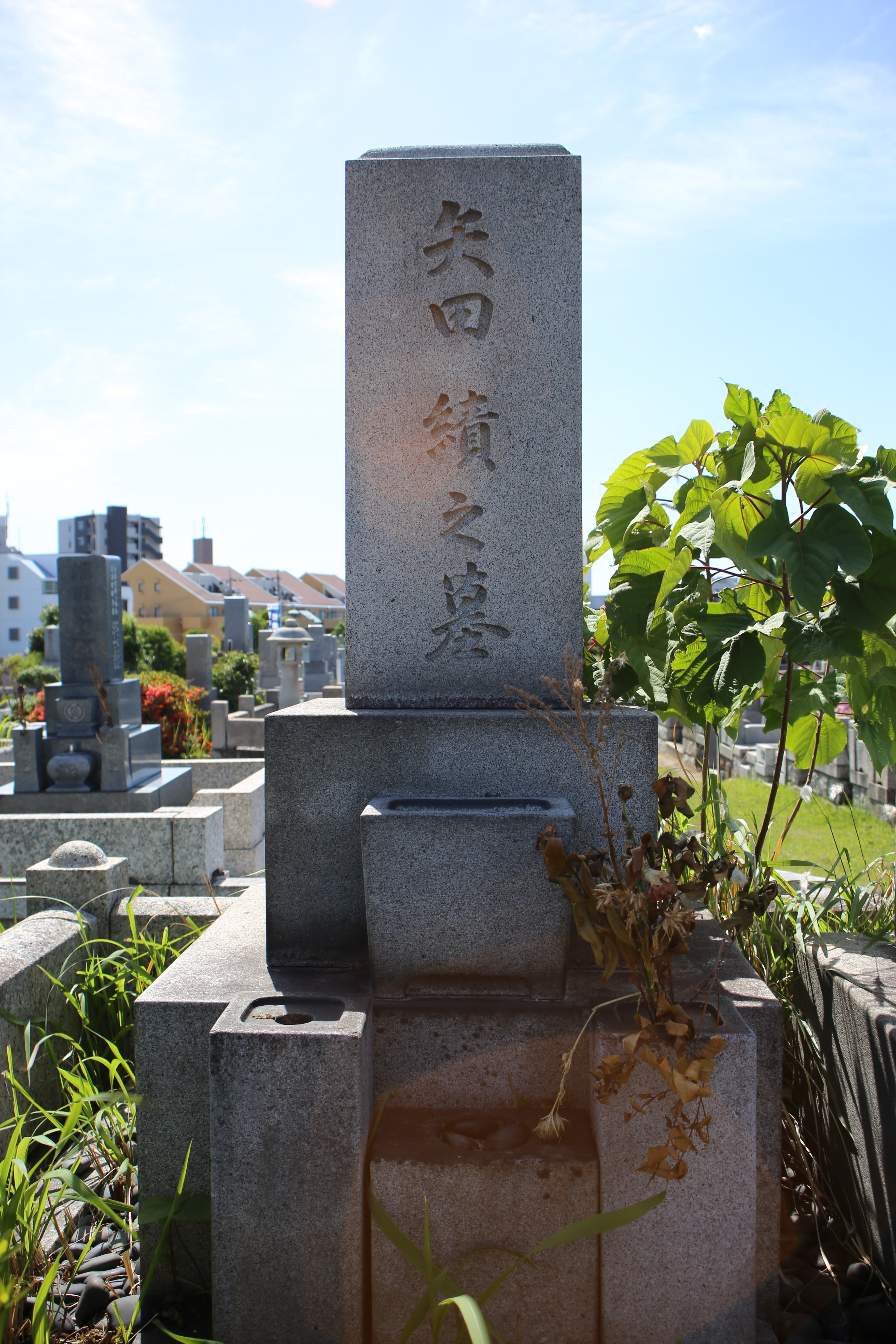
矢田績墓 （2017年（平成29年）6月）

## 八事斎場

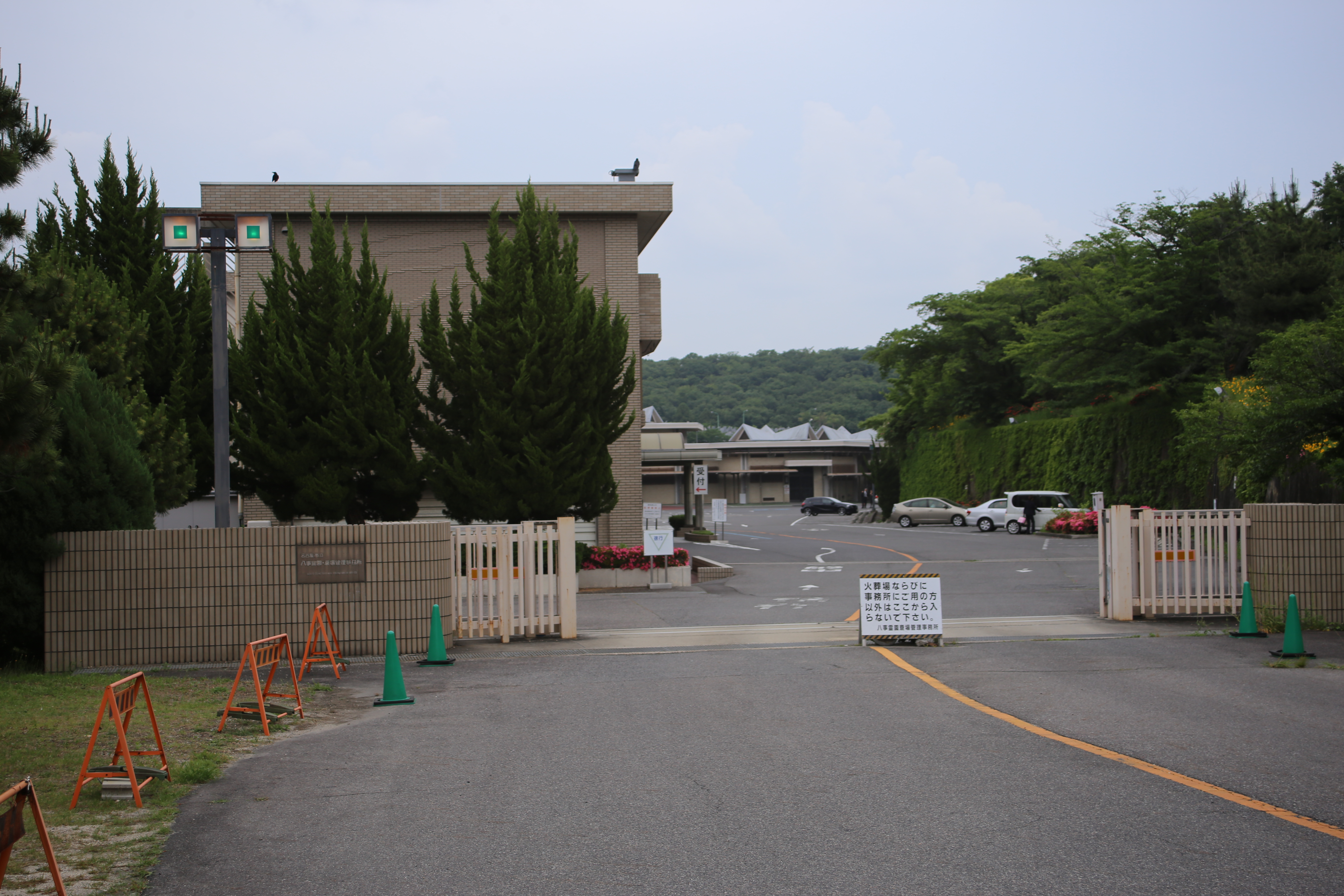
八事斎場
（2016年（平成28年）5月)

八事霊園の北部には、火葬場である「八事斎場」があり、人間だけでなくペットの火葬も行っている。八事斎場は1915年（大正4年）から使用されている斎場で、46基の火葬炉（動物用は2基）がある。八事斎場には告別室や収骨室はない。また、2011年（平成23年）12月より友引の日も火葬を行っている。再整備のため現在は休業中。（詳しくは後述）
炉の数は日本の火葬場の中で最も多いが、1960年（昭和35年）まで中村区に存在した米野斎場や1979年（昭和54年）まで熱田区に存在した野立斎場を除けば名古屋市内で唯一の火葬場で（実際には港区協和に舟入斎苑があるが、これは名古屋市ではなく海部郡蟹江町の火葬場である）、さらには火葬場のない近隣市町村の火葬も行っていたため常に混雑していた。2015年（平成27年）7月、名古屋市は八事斎場の老朽化と混雑を受け、港区南陽地区（イオンモール名古屋茶屋東側）に名古屋市立第二斎場を開設した（7月13日稼働開始）。ただし、第二斎場ではペットの火葬は行っていない。
老朽化による再整備のため、2025年（令和7年）3月末から2028年（令和10年）年5月まで人体の火葬を停止すると発表された（動物火葬は継続）。3月31日は元々休業日のため、3月30日が旧斎場で最後の火葬になる。工事期間中は第二斎場の稼働率（1炉あたり1日2回→3回、元旦以外は毎日営業）を上げるなどして対処するとしている。

### 第二斎場開業後の取り扱い
第二斎場の開業に伴い八事斎場のキャパシティに余裕ができ、八事斎場の業務体制も変化した。
友引の日は再び休業日になったが、以前のような全休ではなく、八事斎場または第二斎場のいずれか一方を休業する体制になった。
火葬場の利用料金は両斎場とも同額で、どちらを利用するかは遺族が決める。ただし、第二斎場はいわゆる宮型霊柩車の使用はできない。

### 火葬が行われた主な有名人
- 池田貴族（ミュージシャン）
- 成田きん（「きんさんぎんさん」の姉）
- 蟹江ぎん（「きんさんぎんさん」の妹）
- 谷川明美（元東海ラジオアナウンサー）
- 宇津井健（俳優）
- 貴ノ浪貞博（大相撲（日本相撲協会）・元大関）

## 周辺
- 名城大学
  - 天白キャンパス
  - 八事キャンパス
- 中京大学
- 八事山興正寺
- イオン八事店

## 所在地
- 愛知県名古屋市天白区天白町大字八事字裏山69番地（管理事務所）

## アクセス
- 名古屋市営地下鉄名城線・鶴舞線 八事駅（6番出口）より徒歩で約15分[WEB 3][WEB 1]。
- 名古屋市営バス「山手通5丁目」停留所下車、徒歩で約5分[WEB 3][WEB 1]。